# 大関増茂
大関 増茂（おおぜき ますしげ）は、江戸時代前期の下野国黒羽藩の世嗣。通称は民部。

## 略歴
下野国黒羽藩5代藩主・大関増栄の嫡男として誕生。
大関増栄の唯一の男子として黒羽藩嫡子となり、天和3年（1683年）に徳川綱吉に御目見する。しかし、叙任はされなかった。元禄元年（1688年）、家督を相続することなく早世した。父・増栄も同年死去し、長男・増恒が藩主に就任した。